# Poplar (Wisconsin)
Poplar es una villa ubicada en el condado de Douglas en el estado estadounidense de Wisconsin. En el Censo de 2010 tenía una población de 603 habitantes y una densidad poblacional de 19,52 personas por km².

## Geografía
Poplar se encuentra ubicada en las coordenadas 46°34′55″N 91°46′56″O / 46.58194, -91.78222. Según la Oficina del Censo de los Estados Unidos, Poplar tiene una superficie total de 30.9 km², de la cual 30.82 km² corresponden a tierra firme y (0.24%) 0.08 km² es agua.

## Demografía
Según el censo de 2010, había 603 personas residiendo en Poplar. La densidad de población era de 19,52 hab./km². De los 603 habitantes, Poplar estaba compuesto por el 94.53% blancos, el 0.33% eran afroamericanos, el 1.66% eran amerindios, el 1.16% eran asiáticos, el 0% eran isleños del Pacífico, el 0.17% eran de otras razas y el 2.16% pertenecían a dos o más razas. Del total de la población el 0% eran hispanos o latinos de cualquier raza.